# Alvin czeladnik
Alvin czeladnik (tyt. oryg. Alvin Journeyman) – powieść fantasy Orsona Scotta Carda z 1995 r., będąca czwartą częścią cyklu Opowieści o Alvinie Stwórcy. W Polsce książka wydana została nakładem wydawnictwa Prószyński i S-ka.
Uczeń Alvin zdobył w 1996 nagrodę Locusa za najlepszą powieść fantasy.